# Keizersysteem
Het Keizersysteem (oorspronkelijk: systeem Keizer) is een formule voor schaaktoernooien waarbij het aantal deelnemers niet elke ronde hetzelfde is. Het werd eind jaren 1950 ontwikkeld door de Nederlander J.H. Keizer voor schaaktoernooien waarvan de ronden over een langere periode verspreid gespeeld worden en het aantal deelnemers daardoor vaak niet stabiel is. Het Keizersysteem vormt daarmee een alternatief voor het veel bekendere Zwitserse systeem en het round-robintoernooi, waar het aantal deelnemers in principe elke ronde hetzelfde is. Het Keizersysteem kan, net als de andere toernooivormen, ook in andere denksporten gebruikt worden.

## Eigenschappen
Een goede clubgeest gaat gepaard met gezellige speelavonden. Nochtans zullen deze speelavonden aan vervlakking en gebrek aan interesse lijden als niet tegelijkertijd wordt getracht het spelpeil zo hoog mogelijk op te voeren.
Vóór de introductie van het Keizersysteem liepen meerdaagse clubcompetities veelal uit op een teleurstelling, omdat de tot dan toe toegepaste systemen niet in staat waren de problemen te verhelpen die gepaard gaan met competities die over langere tijd lopen: niet alle spelers kunnen altijd op gegeven tijdstippen spelen en riskeerden dus uit de competitie te vallen. De toen beschikbare systemen hadden bovendien niet de flexibiliteit om spelers van vergelijkbare sterkte met elkaar te laten spelen, wat veelal demotiverend was. Als gevolg van deze twee factoren slonken de competities en was het vrijwel onmogelijk om representatieve ranglijsten te houden. Daarnaast moesten in de loop van het seizoen bij de club aansluitende nieuwkomers wachten tot het volgende seizoen voordat ze konden deelnemen.
Het Keizersysteem vangt deze problemen op door het samenstellen van een speelschema per speelronde, waarbij een formule wordt gebruikt waarbij afwezige spelers minder zwaar worden 'gestraft' en in de competitie blijven hangen, terwijl succesvolle veelspelers beloond worden met extra punten. De samenstelling van het speelschema per avond is voorts dusdanig dat men immer een tegenstander heeft die op papier een vergelijkbare sterkte heeft. Nieuwe spelers kunnen te allen tijde aansluiten en spelers die er echt de brui aangeven kunnen zich zonder schade aan de ranglijst uitschrijven.
De praktijk laat zien dat het Keizersysteem werkt: clubs maken gewag van groeiende en enthousiaste bezoekersaantallen op de clubavonden. Terwijl het in Nederland en België veelvuldig wordt gebruikt, groeit de populariteit van het systeem ook in het buitenland.

## Samenstelling ranglijst en paring
Het principe voor de bepaling van de ranglijst en paringen volgens het Keizersysteem is als volgt:
- Iedere speler krijgt een waardecijfer dat groeit of daalt afhankelijk van zijn prestaties in het toernooi. Bij aanvang van de competitie wordt deze waardecijfer bepaald door de relatieve sterkte van de spelers onder elkaar. Hiervoor kan bijvoorbeeld de Elorating van de spelers gebruikt worden. Na elke ronde wordt een nieuwe ranglijst gemaakt, wederom op basis van de aangepaste waardecijfers.
- De paring geschiedt volgens de ranglijst, waarin de spelers geordend zijn volgens hun waardecijfer. Spelers worden gepaard met de eerstvolgende speler op de lijst waar ze nog niet eerder mee gespeeld hebben. Een balans het aantal partijen met de witte en zwarte stukken wordt nagestreefd.
- Bij winst krijgt men het waardecijfer van de tegenstander bijgeschreven, bij verlies nul en bij remise krijgen de spelers elk de helft van het waardecijfer van hun tegenstander. Bij afwezigheid krijgt men een kleine fractie van het eigen waardecijfer (bijv. 1/3), opdat men dan niet direct uit de competitie valt. Indien men bij aanwezigheid een bye opgelegd krijgt, dan krijgt men een grote fractie van de eigenwaarde toegevoegd (bijv 2/3) als schadeloosstelling.
- Vanaf de tweede ronde worden voor elke ronde de waardeberekeningen van alle voorgaande rondes opnieuw uitgevoerd op basis van de waardecijfers die na de afgelopen ronde is verkregen.

Het principe van de samenstelling van het speelschema en ranglijst is relatief eenvoudig. De herberekening, of herwaardering, is echter complex en bewerkelijk en hiervoor is software nodig. (zie Externe links).